# Pão da Mealhada
O Pão da Mealhada (também conhecido por Pão Regional da Mealhada ou Coroa), é o pão típico da cidade da Mealhada e região contígua.
De aspecto redondo, com quatro bicos no topo e bem cozido, é um dos típicos acompanhantes do Leitão à Bairrada e da Sandes de Leitão.

## O Antigamente
O Pão da Mealhada começou por ser feito a partir das farinhas mais grossa que resultava da moagem do grão, porque era mais barata, e que dava ao pão uma maior consistência e uma cor um pouco mais escura. O fermento usado era proveniente de "massa velha", isto é, de alguma da massa que tinha ficado da fornada anterior. O forno era aquecido a lenha e era na própria borralha que se deixava o pão a cozer e quando era dia de festa e se assava um leitão, primeiro era cozido o pão no mesmo forno do leitão, sempre aquecido a vides ou cepas velhas.

## Hoje em Dia
Hoje em dia na Mealhada é o pão por excelência que se consome, mas não é o mesmo tipo de pão que os nossos avós faziam pois com o elevado aumento da procura do pão as panificadoras começaram a industrializar o que outrora era o pão tradicional da Mealhada passando a ser o pão regional da Mealhada, com o mesmo aspecto mas com consistência e sabor diferente.
A massa velha foi substituída pelo fermento de padeiro, a farinha grossa pela fina, as tinas de barro vidrado pelas amassadeiras mecânicas em inox, as tábuas de tender de madeira por mesas em inox e o forno a lenha pelo forno eléctrico.

### Tentativas de Preservar a Tradição
Numa tentativa de preservar aquilo que é tradição do concelho, a EPVL (Escola Profissional Vascocellos Lebre) e a Câmara Municipal da Mealhada criaram um curso de panificação onde a receita e os métodos tradicionais são ensinados à nova geração por forma a perpetuar a tradição.
Num mesmo seguimento, mas abrangendo também outras áreas gastronómicas, a Câmara Municipal da Mealhada criou a marca "4 Maravilhas da Mesa da Mealhada" onde se insere o pão como maravilha para ajudar consumidores a encontrar um local de venda do pão tradicional e os panificadores a reconhecerem que devem manter as tradições e distinguirem-se pela qualidade, estando neste momento duas padarias e a EPVL autorizadas a usar a marca do pão e onze estabelecimentos de restauração a usar a do pão conjuntamente com as restantes três.²